# Республика ШКИД
«Респу́блика ШКИД» — приключенческая, отчасти автобиографическая, детская повесть Григория Белых и Л. Пантелеева о жизни беспризорных детей в Школе-коммуне имени Достоевского (ШкИД), написанная в 1926 и изданная в 1927 году. Персонажи, прототипами которых послужили сами авторы, носят в повести имена Григорий Черных (прозвище — Янкель) и Алексей Пантелеев (Лёнька Пантелеев).

## История написания
Повесть была написана авторами через три года после ухода из школы, в 1926 году, когда одному из них — Белых — шёл двадцатый год, а Пантелееву было 18 лет. Рукопись была отослана в Отдел народного образования, а оттуда была переслана в редакцию детской и юношеской литературы Госиздата, в Ленинград.
Редакторами первого издания «Республики ШКИД» были Евгений Шварц и Самуил Маршак. По требованию последнего Пантелеев переписал для издания главу «Лёнька Пантелеев», которая была написана ритмической прозой. Книга была издана в начале 1927 года и получила огромную популярность.
В 1930 году в издательстве «Прибой» вышел ещё один роман о ШКИДе, сюжетно продолжающий книгу Белых и Пантелеева. Этот роман назывался «Последняя гимназия», а его авторы — бывшие шкидцы Павел Ольховский и Константин Евстафьев. В «Республике ШКИД» Ольховский выведен под именем Паши Ельховского (более известен под прозвищем «Саша Пыльников»), а Константин Евстафьев (выведенный в «Последней гимназии» под фамилией «Евграфов» и прозвищем «Химик-Механик») в «Республике» вообще не упоминался. Новый роман отличался по тону от «Республики ШКИД»: ШКИДские порядки и Викниксор в «Последней гимназии» резко критиковались. Эта книга не пользовалась популярностью и не переиздавалась.
Позже Пантелеев вновь неоднократно обращался к теме ШКИД, написав рассказы «Магнолии» (1927), «Американская каша» (1932), «Зелёные береты» (1962), а также цикл очерков «Последние халдеи» (1931—1939). В конце 1935 года Григорий Белых был репрессирован по обвинению в контрреволюционной деятельности и осуждён на три года, а в августе 1938 года он умер от туберкулёза в пересыльной тюрьме.
До 1960-х годов «Республика ШКИД» не переиздавалась.
В 1966 году повесть Белых и Пантелеева была экранизирована на киностудии «Ленфильм» режиссёром Геннадием Полокой. В 2013 году повесть была включена в список «100 книг», рекомендованных школьникам Министерством образования и науки РФ для самостоятельного чтения. Также режиссёром-документалистом Никой Стрижак был снят документальный фильм «Главная тайна. Республика ШКИД».

## Персонажи повести и их прототипы
- Виктор Николаевич Сорокин, он же Викниксор — директор (прототип — Виктор Сорока-Росинский)
- Элла Андреевна Люмберг (Эланлюм) — настоящее имя Элла Люминарская. Преподавательница немецкого языка. Жена Викниксора. Пропала без вести либо погибла в ходе Великой Отечественной войны.
- Николай Громоносцев (Цыган) — настоящее имя Николай Победоносцев. По решению Викниксора был переведён в сельскохозяйственный техникум в Петергофском уезде[2]. Впоследствии работал агрономом в совхозе.
- Георгий Джапаридзе (Дзе) — настоящее имя Георгий Лагидзе. Работал в одном из ленинградских конструкторских бюро. Умер от голода в блокадную зиму 1941/42 года. В ШКИДе также учился его младший брат, носивший среди воспитанников прозвище «Дзёныш», однако в повести он упомянут не был[3].
- Георгий Еонин (Японец) — настоящее имя Георгий Ионин. По окончании школы поступил в милицию, некоторое время заведовал милицейским клубом, после чего окончил режиссёрское отделение сценического института. Совместно с Дмитрием Шостаковичем работал над либретто оперы «Нос» по одноимённому произведению Николая Гоголя. По окончании института работал в театре классических миниатюр. Умер, заразившись скарлатиной[3].
- Константин Финкельштейн (Кобчик) — настоящее имя Константин Лихтенштейн. Работал в газете, выпустил книгу «Приключения мистера Флуста в торговом порту». В 1942 году погиб на фронте под Ленинградом[3] В записных книжках Пантелеева упоминается, что у Константина Лихтенштейна был сын по имени Юрий («Дзе читает сыну нотации, ставит ему в пример Юрочку Лихтенштейна»).
- Офенбах (Купец) — настоящая фамилия Вольфрам. Работал инженером на одном из ленинградских предприятий[3]. Последний ШКИДовец, умер в 1995 году.
- «Якушка, самый крохотный гражданин республики» — настоящая фамилия Яковлев. Работал шофёром на автобазе в городе Калинине[3].

## Экранизации
- 1966 — Республика ШКИД (фильм)